# Temporada 1957-1958 del Club Joventut Badalona
La temporada 1957-1958 va ser la 19a temporada en actiu del Club Joventut Badalona des que va començar a competir de manera oficial. La Penya va disputar la seva 2a temporada a la màxima categoria del bàsquet espanyol, acabant la competició en la segona posició, una gran millora respecte la temporada anterior, en que va ser la sisena classificada. Aquesta temporada es va proclamar campió de la Copa del Generalíssim.

## Resultats
Lliga espanyola
El Joventut va quedar segon de deu participants en la que va ser la segona edició de la lliga espanyola. En els 18 partits que va disputar va obtenir un bagatge de 14 victòries, 1 empat i 3 derrotes, amb 1.059 punts a favor i 821 en contra (+238).
Copa del Generalíssim
El Joventut va guanyar aquesta edició de la Copa del Generalíssim. A quarts de final va eliminar el RC Náutico de Santa Cruz de Tenerife i a semifinals es va desfer del CB Orillo Verde de Sabadell. A la final, disputada a Saragossa, va derrotar el Reial Madrid CF per 74 a 69, sent Josep Brunet el màxim anotador del partit amb 28 punts.
Altres competicions
Aquest any el Joventut també va guanyar el Trofeu Joan Antoni Samaranch, derrotant a la final a l'Espanyol per 43 a 41.

## Plantilla
La plantilla del Joventut aquesta temporada va ser la següent:
| Club Joventut Badalona: plantilla 1957-58 |
| Jugadors                                  |
| Josep Brunet                              |
| Jordi Parra                               |
| Jordi Masferrer                           |
| Artur Auladell                            |
| Carlos Carbonell                          |
| Joaquim Enseñat                           |
| Joaquim Ballester                         |
| Jaume Bassó                               |
| Enric Utrillas                            |
| Francesc Granados                         |
| Aleix Escutié                             |
| Ramentol                                  |
| Entrenador                                |
| Joaquim Broto                             |